# Lance Percival
John Lancelot Blades "Lance" Percival, född 26 juli 1933 i Sevenoaks, Kent, död 6 januari 2015 i London, var en brittisk komiker och skådespelare.

## Roller i urval
- 1961 – Oss muntra musikanter emellan
- 1962 – Nu tar vi till sjöss!
- 1962 – Twice Round the Daffodils
- 1963 – Hotel International
- 1963 – Sexy Nights in London (även manus)
- 1964 – Den gula Rolls-Roycen
- 1965 – The Big Job
- 1968 – Gul gul gul är vår undervattningsbåt
- 1969 – Darling Lili
- 1970 – Självmordspatrullen
- 1972 – Den vilda jakten mot gränsen
- 1980 – Ring så spanar vi (TV-serie)